# Simulium bobpetersoni
Simulium bobpetersoni är en tvåvingeart som beskrevs av Coscaron, Ibanez-bernal och Coscaron-arias 1996. Simulium bobpetersoni ingår i släktet Simulium och familjen knott. Inga underarter finns listade i Catalogue of Life.